# Конопелько, Михаил Николаевич
Михаил Николаевич Конопелько (бел. Міхаіл Мікалаевіч Канапелька; род. 9 сентября 1973) — белорусский футболист, полузащитник, тренер.

## Карьера
Футбольную карьеру начинал в минской «Смене». Затем были такие клубы берёзовский «Строитель», в 1992 году вернулся «Смену», в которой пробыл 2 сезона, самохваловичский «Сантанас», могилёвский «Трансмаш» и жодинское «Торпедо». В 1996 году футболист отправился получать первый легионерский опыт в молдавский клуб «Тилигул». В составе молдавского клуба футболист провёл лишь 4 матча и вскоре вернулся в жодинское «Торпедо». В 1998 году футболист отправился в российский Второй дивизион, где выступал в таком клубе как «Асмарал». Через год вернулся в белорусский футбол, выступая за столбцовскую «Дариду».
В июле 1999 года перешёл в украинский клуб «Таврия». Дебютировал за клуб в матче Премьер Диге 12 июля 1999 года против запорожского «Металлурга». Провёл за клуб всего 9 матчей и по окончании года покинул клуб. В 2000 году присоединился к клубу «Лунинец», а также стал выступать за мини-футбольный клуб «МАПИД». В 2001 году вернулся в жодинское «Торпедо», вместе с которым стал победителем Первой Лиги. В белорусской Высшей Лиге дебютировал 28 апреля 2002 года в матче против клуба «Звезда-ВА-БГУ». В начале 2003 года футболист перешёл в «Звезду-ВА-БГУ», откуда затем отправился в казахстанский «Батыс».
В 2004 году вернулся в Беларусь, где выступал в таких клубах как ЗЛиН, микашевичский «Гранит», несвижский «Верас», «Снов», «Молодечно» и «БГАТУ-Нива». В 2014 году присоединился к новообразовавшемуся клубу «Крумкачи», вместе с которыми по итогу сезона стал серебряным призёром Второй Лиги. В начале 2015 года футболист был заявлен на сезон как игрок, однако в мае того же года присоединился к тренерскому штабу клуба. По окончании сезона закончил футбольную карьеру и стал заниматься личным бизнесом.

## Достижения
«Торпедо» (Жодино)
- Победитель Первой Лиги — 2001